# Brasserie Het Sas
Vous pouvez aider à l'améliorer ou bien discuter des problèmes sur sa page de discussion.
- Il ne cite pas suffisamment ses sources. Vous pouvez indiquer les passages à sourcer avec {{référence nécessaire}} ou {{Référence souhaitée}}, et inclure les références utiles en les liant aux notes de bas de page. (Marqué depuis avril 2021)
- Il contient une ou plusieurs listes. Le texte gagnerait à être rédigé sous la forme d’un ou plusieurs paragraphes synthétiques, afin d’être plus agréable à lire. (Marqué depuis avril 2021)

- Archive Wikiwix
- Bing
- Cairn
- DuckDuckGo
- E. Universalis
- Gallica
- Google
- G. Books
- G. News
- G. Scholar
- Persée
- Qwant
- (zh) Baidu
- (ru) Yandex
- (wd) trouver des œuvres sur Wikidata

La Brasserie Het Sas (en néerlandais : Brouwerij Het Sas ou Brouwerij Leroy) est une brasserie familiale belge située à Boezinge dans la commune  d'Ypres en province de Flandre-Occidentale. Elle brasse principalement les bières Sas Pils et Stout Leroy.

## Histoire
La famille Leroy brasse depuis le XIXe siècle mais les archives ont disparu à cause des destructions liées à la Première Guerre mondiale.
La brasserie a été initialement détenue par la famille Clarisse. Elle a changé son nom en Brasserie Leroy quand Adolf Leroy, fils d'un brasseur de Zuidschote, a épousé la fille de la famille Clarisse. Ensuite, Sylvère Leroy (1885-1961) et son épouse Rachel Sys (1881-1954) ont acheté en 1924 une ferme en ruine dans le village de Boezinge qu'ils ont restauré et créé une brasserie qu'ils appellent Het Sas (signifiant L'écluse en patois local). Pendant la Seconde Guerre mondiale, Karel Leroy poursuit l'activité brassicole. En 1962, la famille Leroy reçoit en héritage la brasserie Van Eecke de Watou. La brasserie Van Eecke garde son nom et les deux brasseries continuent d'exister tout en collaborant étroitement : les activités d’embouteillage et d’enfûtage de la brasserie Van Eecke sont réalisées à la brasserie Het Sas.
Actuellement, la brasserie est dirigée par Hendrik et Philip Leroy, représentant la septième génération de brasseurs.

## Bières
Parmi les bières produites :

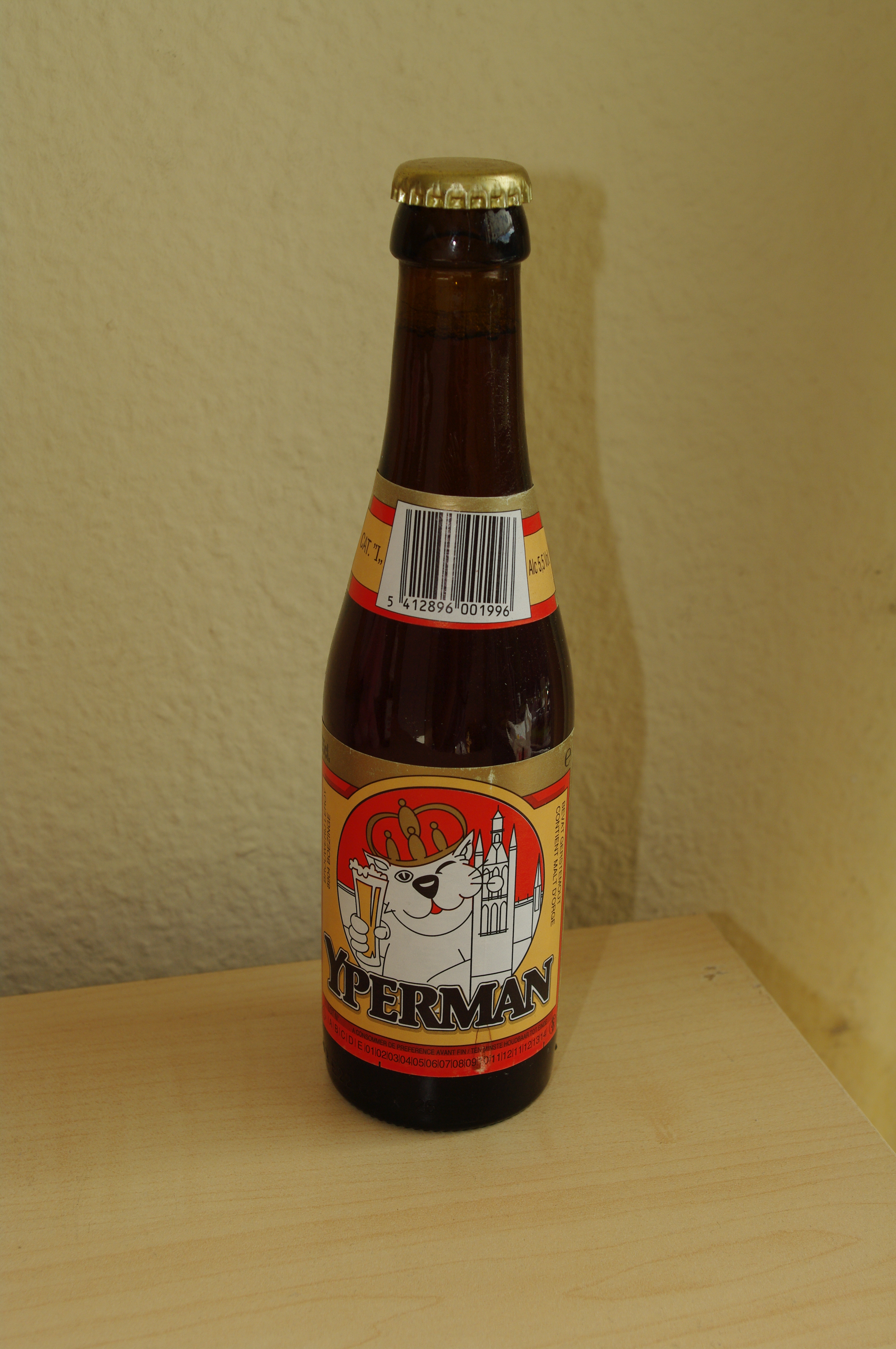
Yperman

- Sas Pils, une pils titrant 5 % en volume d'alcool
- Sasbräu, une bière blonde de type Dortmunder titrant 6,3 % en volume d'alcool
- Yperman, une bière spéciale ambrée titrant 6,5 % en volume d'alcool
- Paulus Oud Bruin, une rouge des Flandres titrant 5 % en volume d'alcool
- Stout Leroy titre 5% en volume d'alcool
- Leroy Christmas titre 7,5% en volume d'alcool